# 爱知瑞穗短期大学
爱知瑞穗短期大学，舊稱爱知瑞穗大学短期大学部（日语：／ Aichi Mizuho Daigaku Tanki Daigakubu *），简称瑞穗短大，是一所位于日本爱知县名古屋市瑞穗区的私立短期大学。前身是瑞穗短期大学（日语：／ Mizuho Tanki Daigaku *）。

## 概要

### 简介
- 学校最早可以追溯到1939年即濑木财团法人的创立、短期大学为于1950年开办[1]、由学校法人濑木学园经营。招収只女学生从开办[2]。

### 历史
- 1950年 瑞穗短期大学成立并同时设置家政科。
- 1969年 家政科分离为两个专攻、以下列举。
  - 家政专攻
  - 食物营养专攻
- 1970年 家政科变更为家政学科。
- 1994年 改校名为爱知瑞穗大学短期大学部。
- 1995年 学科和一个专攻各自改名为、以下列举。
  - 家政学科⇒生活学科
  - 家政专攻⇒生活文化专攻
- 2014年 儿童生活专攻[注 1]成立于生活学科[1][3]。

### 宪章
- 请参看爱知瑞穗大学短期大学部的标志 （页面存档备份，存于） （日語） 2015年1月9日阅览。

## 学校环境
- 校区：爱知县名古屋市瑞穗区

## 历任校长
- 大冢知津子：现在短期大学校长[4]。

## 组织

### 学科
- 生活文化学科
  - 生活文化专攻
  - 食物营养专攻
  - 儿童生活专攻[注 1]

### 专科
| - 没有 |

#### 业余课程
| - 没有 |

## 相关链接
- 日本短期大学列表